# جي بي إيبانيس-فان بيتيجم 2015
جي بي إيبانيس-فان بيتيجم 2015 (بالهولندية: Grote Prijs Impanis-Van Petegem 2015 )‏ هو سباق دراجات هوائية، وهو الموسم رقم 5 من السباق، وأقيم في 19 سبتمبر 2015، وامتدّ لمسافة 199.2 كيلومتر، وهو أحد سباقات طواف أوروبا للدراجات 2015، وهو من نوع سباق يوم واحد، وهو من نوع سباق الدراجات، وقد شارك في السباق 153 متسابقاً ووصل إلى نهايته 109 متسابقاً.
فاز فيه بالمركز الأول شون دي بي، وبالمركز الثاني ديميتري كلايس، وبالمركز الثالث Floris Gerts ‏.

## الفرق
| فرق عالمية (7)- BMC Racing - Etixx-Quick Step - Lotto-Soudal - Giant-Alpecin - Lotto NL-Jumbo - Tinkoff-Saxo - Trek Factory Racing فرق قارية محترفة (8)- أندروني جوكاتولي-سيدرمك 2015 ‏ - Bora-Argon 18 - Bretagne-Séché Environnement - CCC Development Team ‏ - رومبوت تشارلز ‏ - Europcar - سبورت فلاندرين بالويس 2015 ‏ - Wanty-Groupe Gobert فرق قارية (5)- Bingoal WB Devo Team ‏ - بوديسول يوروميليونز بول كونتيننتال والون 2015 ‏ - Pauwels Sauzen–Vastgoedservice ‏ - فيرانداس ويلمز 2015 ‏ - بنجوال باوليز ساوكس دبليو بي ‏ |  |
| |  |

## الفائزون
| الترتيب | الفائز        |
| ------- | ------------- |
| الفائز  | شون دي بي     |
| الثاني  | ديميتري كلايس |
| الثالث  | Floris Gerts ‏ |